# Bakonysárkány
Bakonysárkány là một thị trấn thuộc hạt Komárom-Esztergom, Hungary. Thị trấn này có diện tích 14,13 km², dân số năm 2010 là 940 người, mật độ 67 người/km².